# Amsterdamská škola

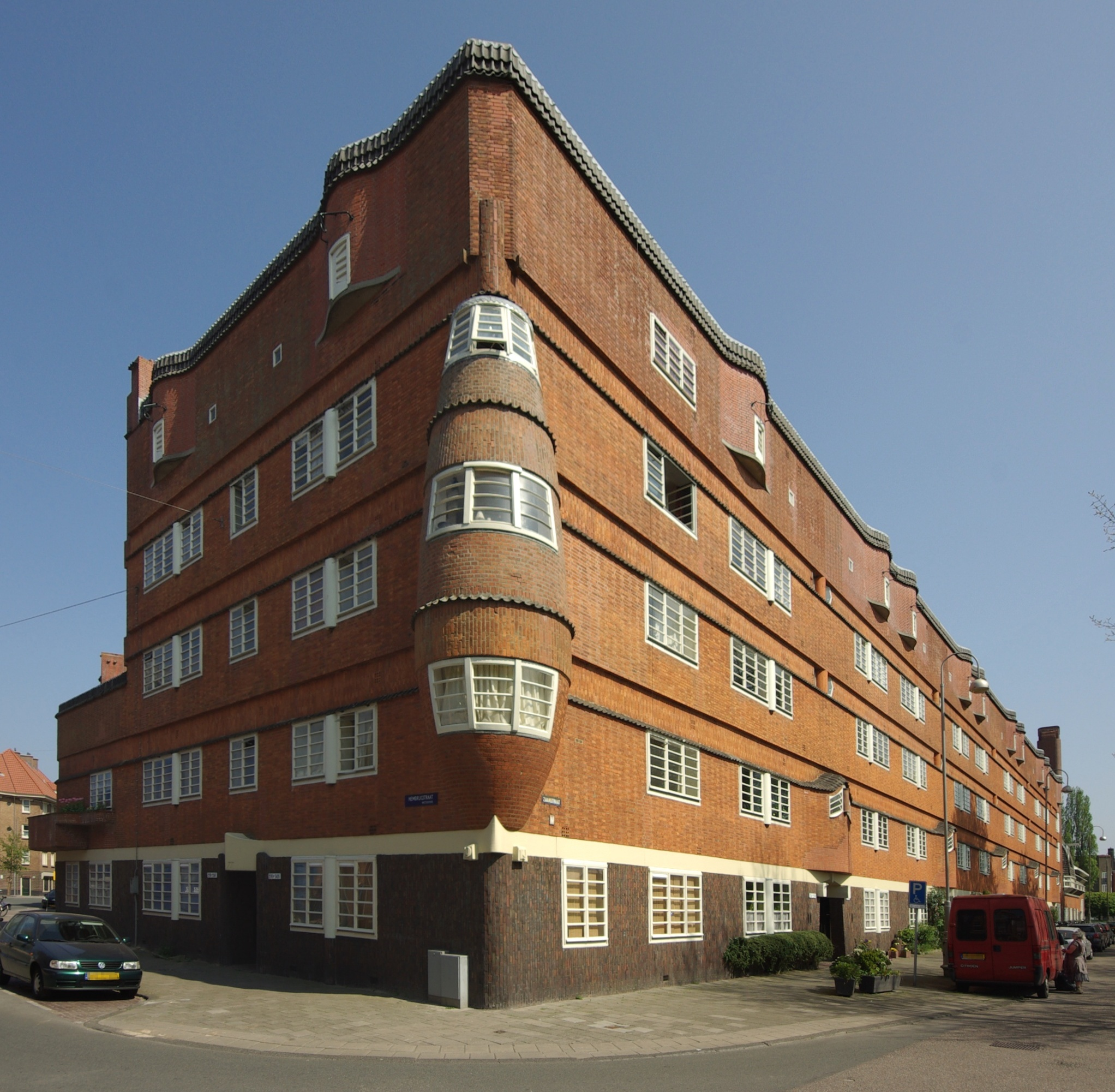
Nárožní pošta v amsterdamské budově Het Schip od Michela de Klerka. Slouží jako muzeum a sociální bydlení

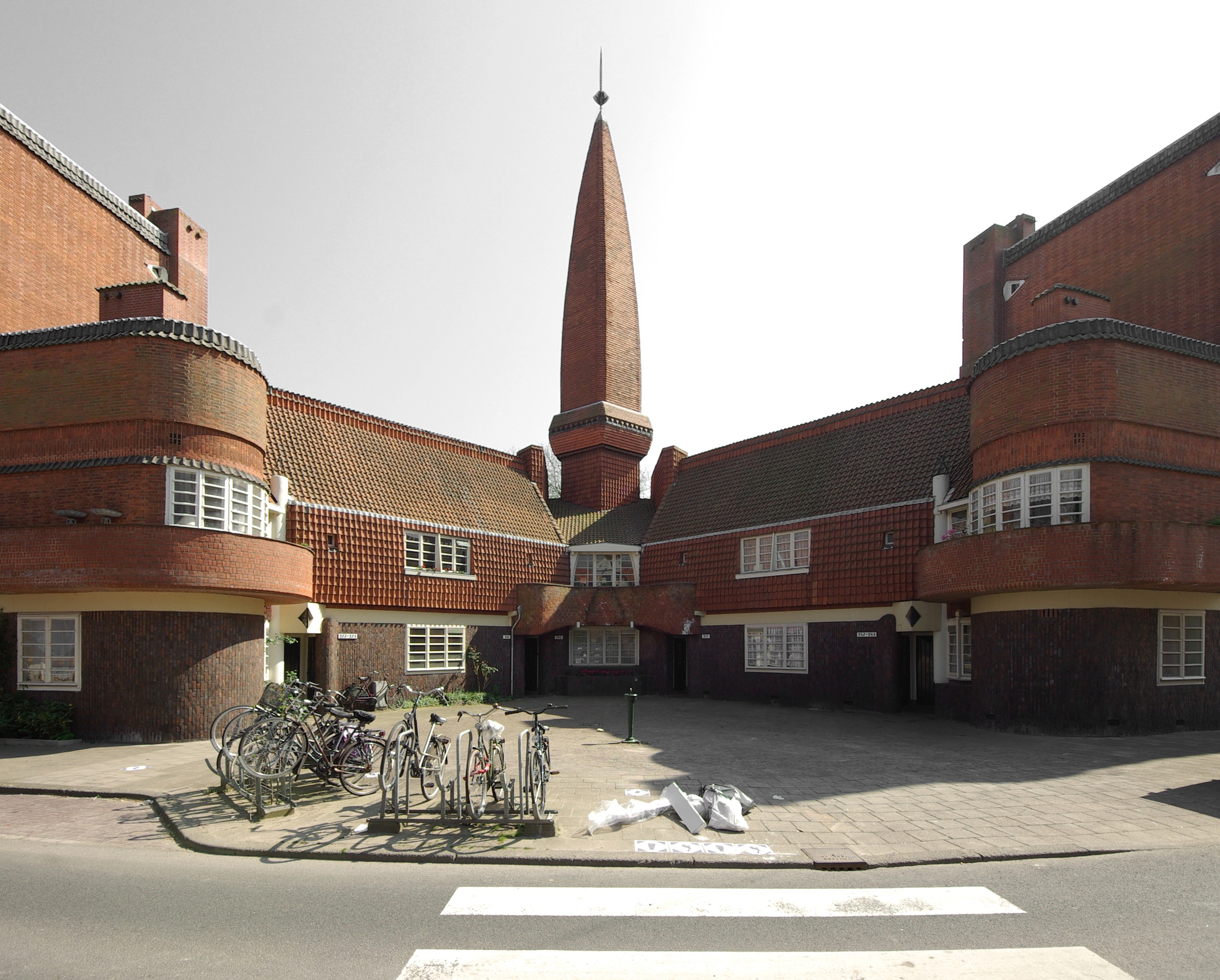
Část komplexu Het Schip

Amsterdamská škola (nizozemsky: De Amsterdamse School) je architektonický styl, který byl mezi lety 1910 až 1930 populární napříč Nizozemskem. Částečně vychází z expresionistické architektury a někdy bývá spojován s německým cihlovým expresionismem. Styl je ovlivněn architektonickým teoretikem a historikem Eugèna Violetta-le-Duc a kombinuje tak gotizující historismus a expresionismus, který se vyvinul ze secese.
Budovy ve stylu amsterdamské školy jsou charakteristické svou cihlovou fasádou s dekorativním uspořádáním zdiva. Tradiční konstrukční materiál se mísí s organickým vzhledem, odvážným použitím skla i kovů. Častým jevem jsou žebříková okna a umístění soch či věží v důležitých pozicích – na nárožích či u vstupu. Mezi nejznámější architekty tohoto směru se řadí Michel de Klerk, Piet Kramer, Johan van der Mey či Jan Wils.